# Electronic Sports World Cup 2008
Electronic Sports World Cup 2008 odbył się w San Jose w Stanach Zjednoczonych w dniach 25 - 27 sierpnia 2008. Turniej został rozegrany podczas eventu NVISION 08. Łączna pula nagród wynosiła 200 000 dolarów.

## Gry
- Counter-Strike
- Defense of the Ancients
- Quake III Arena
- TrackMania Nations Forever
- Warcraft III: The Frozen Throne

## Reprezentacja Polski
Counter Strike 
- Kuba Barczyk (Frag eXecutors)
- Artur Ostrach (Frag eXecutors)
- Artur Kaleta (Frag eXecutors)
- Bogdan Wójcik (Frag eXecutors)
- Filip Pionka (Frag eXecutors)

- Mariusz Cybulski (PGS.MYM)
- Jakub Gurczyński (PGS.MYM)
- Filip Kubski (PGS.MYM)
- Łukasz Wnęk (PGS.MYM)
- Wiktor Wojtas (PGS.MYM)

Trackmania Nations
- Leszek Kazusek
- Marcin Leśniczek

Quake III: Arena
- Mateusz Ożga

Warcraft III
- Przemysław Wadoń

## Medaliści
| Konkurencja             |                                                |                                  |                                   |
| Counter-Strike          | PGS.MYM                                        | eSTRO                            | fnatic                            |
| Warcraft III            | Chang Du-seop Pseudonim: WhO                   | Li Xiaofeng Pseudonim: Sky       | Zhuo Zeng Pseudonim: TeD          |
| Quake 3                 | Alaksiej Januszewski Pseudonim: Cypher         | Marcel Paul Pseudonim: K1llsen   | Shane Hendrixson Pseudonim: Rapha |
| Counter-Strike          | SK Gaming                                      | Emulate                          | EHonor                            |
| Trackmania Nations      | Kalle Moertlund Videkull Pseudonim: Frostbeule | Freek Molema Pseudonim: XenoGear | Simon Ferreira Pseudonim: Lign    |
| Defense of the Ancients | zENith                                         | KingSurf                         | MeetYourMakers                    |

## Klasyfikacja medalowa
| Lp. | Państwo           | złoto | srebro | brąz | razem | +/- ESWC 07 |
| --- | ----------------- | ----- | ------ | ---- | ----- | ----------- |
| 1.  | Korea Południowa  | 1     | 1      | 0    | 2     | +3          |
| 2.  | Stany Zjednoczone | 1     | 0      | 1    | 2     | +2          |
| 2.  | Szwecja           | 1     | 0      | 1    | 2     | +9          |
| 4.  | Białoruś          | 1     | 0      | 0    | 1     | n/d         |
| 4.  | Polska            | 1     | 0      | 0    | 1     | -3          |
| 4.  | Singapur          | 1     | 0      | 0    | 1     | n/d         |
| 7.  | Chiny             | 0     | 1      | 2    | 3     | 0           |
| 8.  | Francja           | 0     | 1      | 1    | 2     | -2          |
| 9.  | Holandia          | 0     | 1      | 0    | 1     | -7          |
| 9.  | Malezja           | 0     | 1      | 0    | 1     | n/d         |
| 9.  | Niemcy            | 0     | 1      | 0    | 1     | -7          |
| 12. | Dania             | 0     | 0      | 1    | 1     | -4          |